# Sovereign of the Seas (1637)
La o il Sovereign of the Seas ("Sovrana dei mari") era una nave da guerra della Royal Navy voluta dal re Carlo I d'Inghilterra e rimase in servizio dal 1638 al 1696. Era la nave più imponente e pesante mai costruita e la prima della storia munita di 112 cannoni.

## Costruzione
La Sovereign of the Seas fu ordinata nell'agosto 1634 su iniziativa personale di Carlo I d'Inghilterra, che desiderava fosse costruita una nave gigante. La costruzione iniziò nel maggio 1635 sotto la direzione di Peter Pett e sotto la supervisione di suo padre Phineas, il quale aveva già costruito per incarico di Giacomo I d'Inghilterra nel 1610 la più grossa nave fino ad allora costruita, la Prince Royal con 55 cannoni.
La Sovereign of the Seas fu varata nei cantieri di Woolwich il 13 ottobre 1637. Era il secondo vascello a tre ponti (il primo era stato il Prince Royal), benché fosse in realtà ispirata al galeone Revenge del 1577 l'idea di un ponte interamente dedicato ai cannoni.
La Sovereign of the Seas aveva 118 sabordi ma solo 102 cannoni di bronzo, numero esplicitamente richiesto da Carlo I. Nel 1642 tale armamento fu ridotto a 90 cannoni..
Era munita di 11 ancore di cui una pesava 4400 libbre (1997,600 kg).
La Sovereign of the Seas era la nave più riccamente ornata della Royal Navy, completamente ricoperta da poppa a prua da decorazioni scolpite nel legno e dipinte in oro (solo le insegne Reali erano ricoperte d'oro zecchino) che risaltavano sul fondo nero, eseguite su disegno di Anthony van Dyck in stile barocco.
La Sovereign of the Seas non fu costruita tanto in base a considerazioni tattiche, bensì con l'evidente intenzione di affermare il prestigio della corona inglese. Ed il nome era esso stesso un'affermazione politica, il tentativo di far rivivere il preteso antico diritto dei sovrani inglesi di essere riconosciuti "signori dei mari".

## Prima ristrutturazione
La nave non prese parte alla guerra civile inglese rimanendo ferma.
Nel 1650, con l'avvento del Commonwealth of England che abolì ogni riferimento alla monarchia, fu ribattezzata semplicemente Sovereign.
L'anno successivo furono effettuate delle modifiche strutturali per rendere la nave più manovrabile. Con questa conformazione la Sovereign servì durante gli anni del Commonwealth come ammiraglia del "generale del mare" Robert Blake. Essa prese parte a tutte le maggiori battaglie navali combattute contro la Province Unite e la Francia e fu chiamata "il diavolo d'oro" (den Gulden Duvel) dagli olandesi.

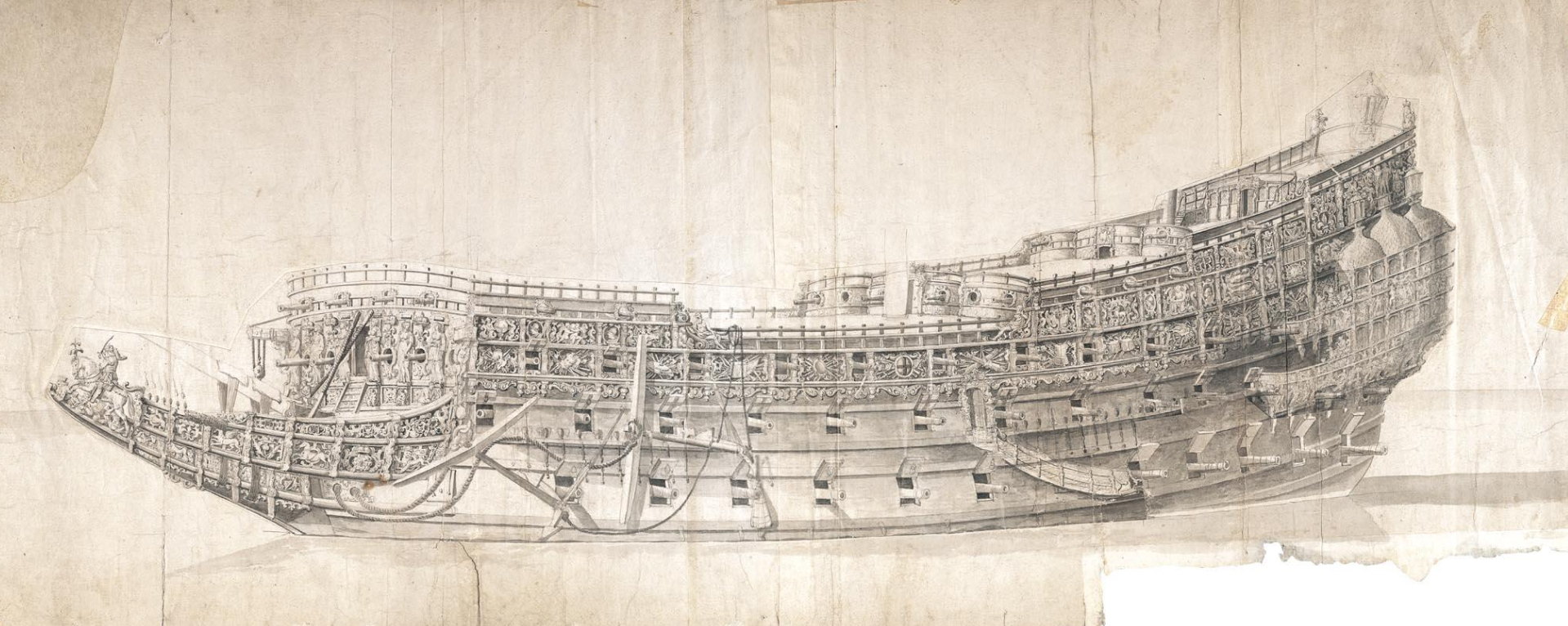
Il cosiddetto disegno Morgan di Willem van de Velde il Giovane

La prima battaglia cui partecipò fu quella del Kentish Knock In questa battaglia finì incagliata nel Kentish Knock stesso. benché ripetutamente occupata dagli olandesi nel più furioso degli scontri, la Sovereign fu ripresa ogni volta.

## Seconda ristrutturazione

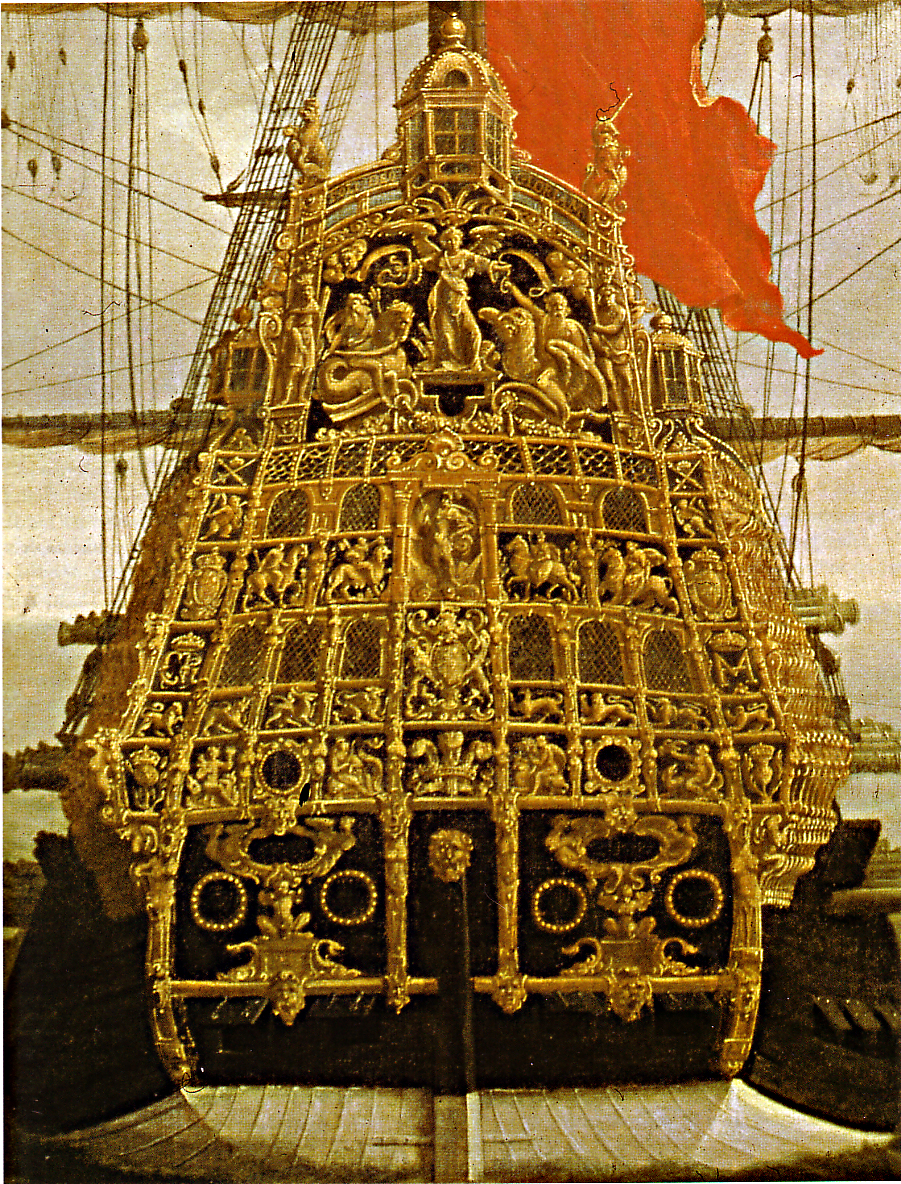
La poppa della Sovereign of the Seas

Dopo la Restaurazione inglese, fra il 1658 e il 1660, il veliero fu nuovamente ristrutturato come vascello di prima classe con cento cannoni, e ribattezzato Royal Sovereign. Molte delle decorazioni intagliate furono rimosse.
La Royal Sovereign era ormai più piccola della Royal Charles ,costruita nel 1655; rimase tuttavia in servizio durante le guerre dell'Atto di navigazione.
Sopravvisse all'incursione sul Medway del 1667 in quanto si trovava a Portsmouth.

## Terza ristrutturazione
Nel 1685 la nave venne sottoposta ad una terza ristrutturazione nei Chatham Dockyard, e varata come vascello di prima classe a cento cannoni. La polena che fino ad allora rappresentava un cavaliere, fu sostituita con la figura di un leone.
Prese parte all'inizio della Guerra della lega di Augusta contro Luigi XIV di Francia ed in particolare partecipò alle battaglie di Beachy Head (1690) e della Hougue come ammiraglia, quando era già vecchia di cinquant'anni.
In questo periodo fu la prima nave a montare la quarta vela su di un albero e a montare la terza vela sull'albero di mezzana.
Tuttavia, la Sovereign cominciò ad avere falle e avarie col passar del tempo durante il regno di Guglielmo III d'Inghilterra. Mentre era ormai immobilizzata nei cantieri di Chatam, fu bruciata da un incendio fino alla linea di galleggiamento, finendo così ignominiosamente i suoi giorni il 27 gennaio 1696.
La tradizione marinara ha conservato il suo ricordo e in suo onore varie navi successive sono state battezzate Sovereign of the Seas, Royal Sovereign e Sovereign.